# Geschichte der Familie Lang
| Tibetische Bezeichnung                                  |
| ------------------------------------------------------- |
| Tibetische Schrift: རླངས་ཀྱི་པོ་ཏི་བསེ་རུ་རྒྱས་པ་                |
| Wylie-Transliteration: rlangs kyi po ti bse ru rgyas pa |
| Chinesische Bezeichnung                                 |
| Vereinfacht: 朗氏家族                                   |
| Pinyin:Langshi jiazu                                    |

Die Geschichte der Familie Lang (tib. rlangs kyi po ti bse ru rgyas pa) von Tai Situ Changchub Gyeltshen (ta'i si tu byang chub rgyal mtshan; 1302–1364), dem Gründer der Phagmodrupa-Dynastie, ist ein historisches tibetisches Werk über einen der sechs ältesten Tubo-Clans in Tibet. 
Darin werden hauptsächlich die Kriege beschrieben sowie die Aktivitäten der prominenten religiösen Figuren und die Erzeugnisse von verschiedenen Orten Tibets in der streitvollen Zeit nach dem Zerfall der Tubo-Dynastie. Es liefert wichtiges Material für das Studium von Politik, Wirtschaft, Religion der Zeit und die Geschichte dieser Familie.
Das Werk ist 1986 als der erste Band der Schneeland-Buchreihe (gangs can rig mdzod), der wichtigsten historischen tibetischen Buchreihe, erschienen.

## Ausgaben
- Bod ljongs mi dmangs dpe skrun khang 1986